# فيونا تمبلتون
فيونا تمبلتون (بالإنجليزية: Fiona Templeton)‏ (1951)؛ مخرجة مسرحية، كاتِبة وشاعرة أمريكية.